# Fernfahrer (deutsche Fernsehserie)

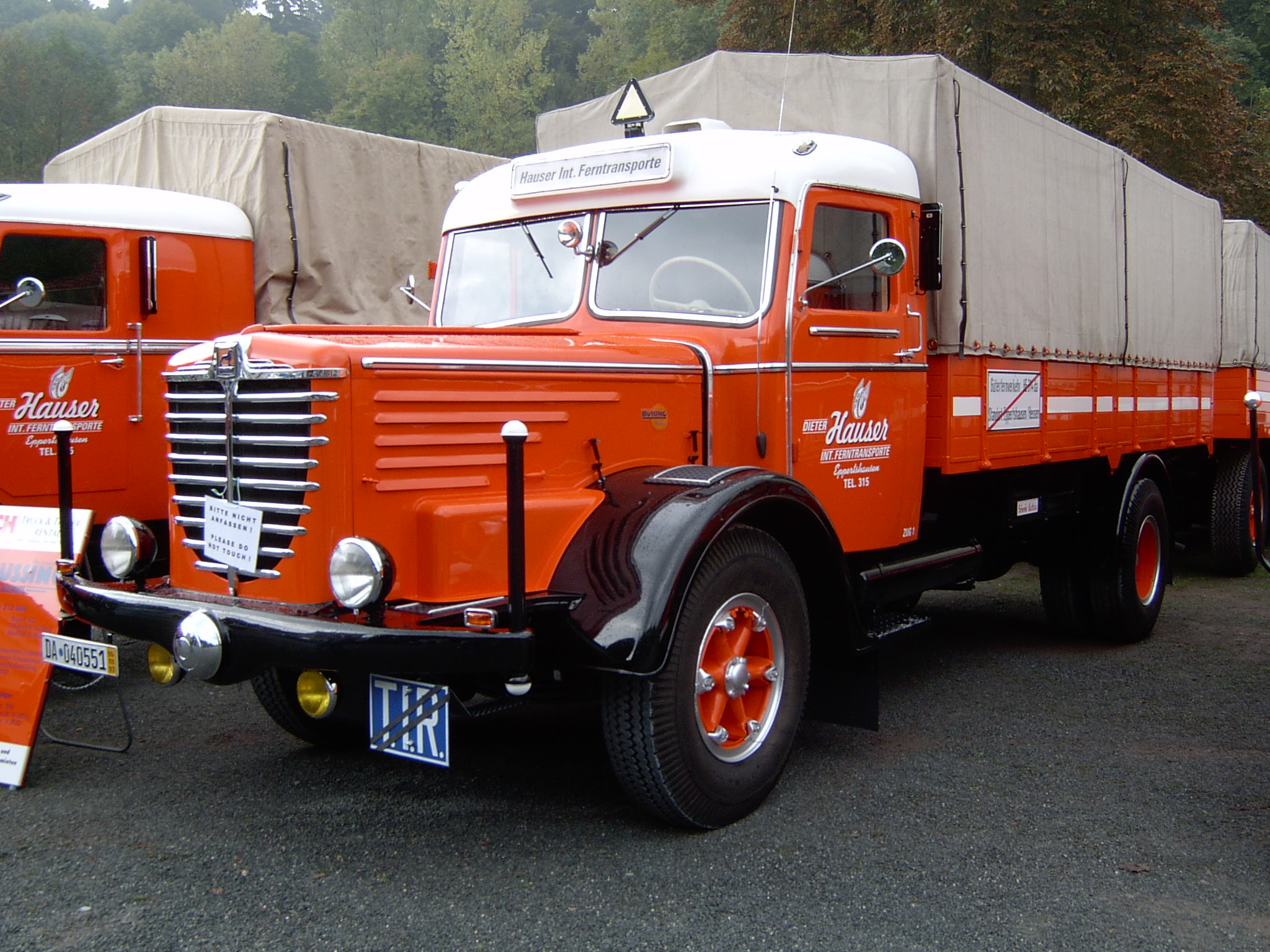
Ein Büssing 8000 (ähnlich dem in der Serie eingesetzten)

Fernfahrer (Titel der DVD-Ausgabe: Die Fernfahrer) ist eine deutsche Fernsehserie in zwölf Folgen, die neben der Darstellung filmischer Abenteuer auch ein Porträt des Alltags von Fernfahrern in den 1960er Jahren ist.
Sie wurde vom Süddeutschen Rundfunk in Schwarz-Weiß für die ARD produziert und von 1963 bis 1967 im ersten Programm an Sonntag-Nachmittagen ausgestrahlt, jeweils vier Folgen Anfang 1963 und 1964 und im Herbst 1967. Die Länge der einzelnen Folgen variierte stark zwischen 30 und 62 Minuten. Hauptdarsteller waren Pit Krüger, Rudolf Krieg, Monika Berg, Gernot Duda, Edgar Hoppe und Charlotte Schreiber-Just; als Gäste fanden sich unter anderem Kurt Schmidtchen, Horst Naumann, Kurt Hepperlin, Flory Jacobi, Klaus Höhne, Sigurd Fitzek, Rolf Jahncke, Heinz Schimmelpfennig und Willy Semmelrogge. Regie führte Theo Mezger.

## Handlung
Kern der Handlung sind die kleinen und großen Abenteuer des Fuhrunternehmers Martin Hausmann und seines Beifahrers Philip Müdel (oft genannt Müde).
Hausmann kauft der Witwe seines früheren Chefs, genannt Muttchen Stadler, die notwendige Fernverkehrskonzession mit dem zugehörigen Lastzug ab und macht sich selbstständig. Frau Stadler vermietet nicht nur die Garage, sondern ist auch als Buchhalterin und Köchin für das junge Unternehmen tätig. Dabei spart sie nicht mit Ratschlägen. Martin Hausmanns Büssing S8000 stammt aus den 50er Jahren und ist zu diesem Zeitpunkt schon etwas veraltet und entsprechend langsam, weshalb die beiden Protagonisten gelegentlich den Spitznamen Schnecke über sich ergehen lassen müssen.
Durch die verschiedenen Folgen ziehen sich gewisse wiederkehrende Elemente:
Zum einen eine gewisse Rivalität zwischen Hausmann und dem etablierten Unternehmer Kerrer. Beide spielen sich immer wieder gegenseitig Streiche. Dabei weiß Kerrer Martin Hausmann durchaus als besonnenen Fahrer zu schätzen. Er würde ihn gerne als Fahrer für seinen zweiten Lastzug anwerben. Das zeigt sich besonders, als Kerrer von seiner Frau gezwungen wird in den Sommerurlaub zu fahren. So überlässt er Hausmann seinen einträglichen Stammauftrag nach Jugoslawien. Nach einer Panne von Hausmann fährt er die Tour mit eigenem Lastzug und mit diesem seine Familie in den Urlaub. Aus dem Urlaub tritt er telegraphisch den früheren Auslieferungstermin bei Magirus für einen fast baugleichen Lastzug, wie ihn Hausmann bestellt hat, an diesen ab, um dessen beschädigten Zug zu ersetzen.
Ein wesentlicher Teil ist auch die Beziehung der beiden Fahrer untereinander. Sie sind Freunde und würden alles für einander tun. Gelegentlich bringen Hausmann die an sich gut gemeinten Taten des Beifahrers in Schwierigkeiten und er versucht dann den Chef heraus zu kehren. Er fällt aber schnell in die alte kameradschaftliche Rolle zurück bzw. ist Müdel am Schluss für dessen bauernschlauen Beitrag zur Lösung des Problems dankbar. Hausmann unterstützt das durchaus erfolgreiche Werben des etwas schmächtigen Beifahrers, scherzhaft genannt Kugelblitz, um die gutaussehende Tochter des Raststättenpächters.
Darüber hinaus werden immer wieder Details aus dem Alltag von Fernfahrern eingeflochten. Besonders die Bemühungen um lukrative Aufträge bei der zuständigen SVG. In den ersten Folgen werden diese Hinweise oft aus dem Off von Hausmann gesprochen, in späteren Folgen auch durch das Nachfragen Außenstehender.

## Lastkraftwagen
Hauptdarsteller waren aber auch die damaligen Lastkraftwagen, allen voran der in allen Folgen eingesetzte Büssing 8000, aber auch die damals ebenfalls weit verbreiteten Typen von Mercedes-Benz, MAN und Magirus-Deutz. Gleich in der ersten Folge geht es etwa um eine Termin-Wettfahrt zwischen dem zum Zeitpunkt von Dreh und Ausstrahlung bereits veralteten Büssing 8000 des Hauptdarsteller-Duos und einem damals nagelneuen Magirus-Deutz Pluto-Frontlenker eines konkurrierenden Spediteurs.

## Folgen
Staffel 1
| Nr. (ges.) | Nr. (St.) | Originaltitel            | Erstausstrahlung |
| ---------- | --------- | ------------------------ | ---------------- |
| 1          | 1         | Termin 18.00 Uhr         | 17. Feb. 1963    |
| 2          | 2         | Bundesstraße 10 gesperrt | 24. Feb. 1963    |
| 3          | 3         | Frachtbrief Nr. 1012     | 3. März 1963     |
| 4          | 4         | Die Suchaktion           | 10. März 1963    |

Staffel 2
| Nr. (ges.) | Nr. (St.) | Originaltitel  | Erstausstrahlung |
| ---------- | --------- | -------------- | ---------------- |
| 5          | 1         | Start 9:15 Uhr | 1. März 1964     |
| 6          | 2         | Die Kontrolle  | 8. März 1964     |
| 7          | 3         | Der Wels       | 15. März 1964    |
| 8          | 4         | Der Fahrertest | 22. März 1964    |

Staffel 3
| Nr. (ges.) | Nr. (St.) | Originaltitel        | Erstausstrahlung |
| ---------- | --------- | -------------------- | ---------------- |
| 9          | 1         | Der Spezialtransport | 10. Sep. 1967    |
| 10         | 2         | Durchfahrt verboten  | 24. Sep. 1967    |
| 11         | 3         | Der Steinbruch       | 8. Okt. 1967     |
| 12         | 4         | Der neue Wagen       | 22. Okt. 1967    |

Die Serie wurde 1970 im ersten Programm der ARD (sieben Folgen) bzw. 1998 im Südwestfernsehen (elf Folgen) wiederholt.